# The Malkin Jewel
The Malkin Jewel è un singolo del gruppo musicale statunitense The Mars Volta, pubblicato nel 2012 ed estratto dal loro sesto album in studio Noctourniquet.

## Tracce
1. The Malkin Jewel – 4:42

## Formazione
- Omar Rodríguez-López – chitarra, tastiera, sintetizzatore
- Cedric Bixler Zavala – voce
- Juan Alderete – basso
- Deantoni Parks – batteria